# Lewisburg (Pennsylvania)
Lewisburg település az Amerikai Egyesült Államok Pennsylvania államában, Union megyében, melynek megyeszékhelye is. Lakosainak száma 5158 fő (2020. április 1.).

## Népesség
A település népességének változása:

| 2010 | 5 792 |
| 2020 | 5 158 |